# Gigides distorta
Gigides distorta là một loài bướm đêm trong họ Noctuidae.